# Força Aérea do Exército Real das Índias Orientais Holandesas
A Força Aérea do Exército Real das Índias Orientais Holandesas (em holandês: Militaire Luchtvaart van het Koninklijk Nederlands-Indisch Leger, ML-KNIL) foi o braço aéreo do Exército Real das Índias Orientais Holandesas nas Índias Orientais Holandesas (atual Indonésia) de 1939 a 1950. Era uma organização totalmente separada da Real Força Aérea Holandesa.
A unidade foi fundada em 1915 como o "Serviço de Voo de Teste" (Proefvliegafdeling-KNIL, PVA-KNIL). Em 1921, tornou-se o "Serviço de Aviação" (Luchtvaartafdeling-KNIL, LA-KNIL), antes de finalmente receber a designação de ML-KNIL em 30 de março de 1939. Em 1950, após o reconhecimento holandês da independência da Indonésia, suas bases e instalações foram entregues para a Força Aérea da Indonésia (TNI-AU).

## Na Segunda Guerra Mundial
Em 1 de janeiro de 1942, as forças holandesas se juntaram ao Comando Americano-Britânico-Holandês-Australiano, mas no início do ataque japonês a ML-KNIL não estava com força total de combate. Das aeronaves encomendadas, apenas um pequeno número havia sido entregue e muitos eram modelos obsoletos. Havia cinco grupos, três de bombardeiros e dois de caças, cada um com três a quatro esquadrões. Um sexto grupo de logística forneceu suporte, transporte e treinamento. Aviões de reconhecimento foram colocados diretamente sob o comando do Exército para dar apoio às tropas terrestres.
Apesar da resistência obstinada, os japoneses ocuparam as colônias holandesas, embora vários aviões tenham chegado ao norte da Austrália para continuar a luta.
Quatro esquadrões holandeses foram formados na Austrália. O primeiro deles, o Esquadrão No. 18 (NEI) RAAF, foi formado em abril de 1942 como um esquadrão de bombardeiro médio equipado com aeronaves B-25 Mitchell. O segundo esquadrão australiano-NEI, o Esquadrão No. 119 (NEI) RAAF, também seria um esquadrão de bombardeiro médio. O Esquadrão No. 119 NEI só estava ativo entre setembro e dezembro de 1943, quando foi dissolvido para formar o Esquadrão No. 120 (NEI) RAAF, era um esquadrão de caça. Em 1944, o KNIL formou o Esquadrão No. 1 de Transporte das Índias Orientais Holandesas, mais tarde absorvido pela RAAF como o Esquadrão No. 19 (NEI) RAAF. Os esquadrões nº 18 e nº 120 entraram em ação contra os japoneses durante a Segunda Guerra Mundial.
Desde o final de 1945, os esquadrões de número 18, 19 e 120 lutaram contra os nacionalistas indonésios, durante a Guerra de Independência da Indonésia. Os esquadrões foram dissolvidos em 1950.